# Resolutie 1608 Veiligheidsraad Verenigde Naties
Resolutie 1608 van de Veiligheidsraad van de Verenigde Naties werd op 22 juni 2005 unaniem aangenomen door de VN-Veiligheidsraad, en verlengde de VN-stabilisatiemacht in Haïti met 8 maanden.

## Achtergrond
Na decennia onder dictatoriaal bewind won Jean-Bertrand Aristide in december 1990 de verkiezingen in Haïti. In september 1991 werd hij met een staatsgreep verdreven. Nieuwe verkiezingen werden door de internationale gemeenschap afgeblokt waarna het land in de chaos verzonk. Na Amerikaanse bemiddeling werd Aristide in 1994 in functie hersteld. Het jaar erop vertrok hij opnieuw, maar in 2000 werd hij herkozen. Zijn tweede ambtstermijn werd echter gekenmerkt door beschuldigingen van corruptie. In 2004 veroverden door het Westen gesteunde rebellen de controle over het land en werd Aristide opnieuw uit zijn ambt gezet. In juni dat jaren werden VN-vredestroepen gestuurd en in 2006 werd René Préval, die tussen 1995 en 2000 ook president was, opnieuw verkozen.

## Inhoud

### Waarnemingen
Nog in 2005 moesten vrije en eerlijke verkiezingen plaatsgrijpen die openstonden voor alle politieke partijen die het geweld afzwoeren. Alle schendingen van de mensenrechten, waaronder het gebrek aan snelle processen en de verlengde voorlopige hechtenissen, werden veroordeeld. Bij de overgangsregering van Haïti werd aangedrongen de straffeloosheid te beëindigen en te zorgen dat de wet werd gerespecteerd. De armoede in Haïti was een belangrijke oorzaak van alle onrust en dus moest ook de economie worden versterkt.

### Handelingen
De Veiligheidsraad besliste het mandaat van de MINUSTAH-stabilisatiemacht in Haïti tot 15 februari 2006 te verlengen. Op aanbevelen van secretaris-Generaal Kofi Annan werd de macht tijdelijk versterkt met 750 man voor extra veiligheid, vijftig man om een sectorieel hoofdkwartier op te zetten in de hoofdstad Port-au-Prince, 275 man voor het politiecomponent en zou de Haïtiaanse justitie worden doorgelicht. Tijdelijk zou MINUSTAH dus bestaan uit 7500 troepen en 1897 agenten. De macht werd ook opgedragen van de beveiliging van de verkiezingen een prioriteit te maken.

## Verwante resoluties
- Resolutie 1576 Veiligheidsraad Verenigde Naties (2004)
- Resolutie 1601 Veiligheidsraad Verenigde Naties
- Resolutie 1658 Veiligheidsraad Verenigde Naties (2006)
- Resolutie 1702 Veiligheidsraad Verenigde Naties (2006)

Lijst ·  1581 ·  1582 ·  1583 ·  1584 ·  1585 ·  1586 ·  1587 ·  1588 ·  1589 ·  1590 ·  1591 ·  1592 ·  1593 ·  1594 ·  1595 ·  1596 ·  1597 ·  1598 ·  1599 ·  1600 ·  1601 ·  1602 ·  1603 ·  1604 ·  1605 ·  1606 ·  1607 ·  1608 ·  1609 ·  1610 ·  1611 ·  1612 ·  1613 ·  1614 ·  1615 ·  1616 ·  1617 ·  1618 ·  1619 ·  1620 ·  1621 ·  1622 ·  1623 ·  1624 ·  1625 ·  1626 ·  1627 ·  1628 ·  1629 ·  1630 ·  1631 ·  1632 ·  1633 ·  1634 ·  1635 ·  1636 ·  1637 ·  1638 ·  1639 ·  1640 ·  1641 ·  1642 ·  1643 ·  1644 ·  1645 ·  1646 ·  1647 ·  1648 ·  1649 ·  1650 ·  1651